# Lista rzek w Peru
Poniżej znajduje się wykaz rzek w Peru. Peru posiada 4% światowych zasobów wody pitnej, w celu zarządzania nimi Narodowy Instytut Zasobów Naturalnych (INRENA) zidentyfikował 159 jednostek hydrograficznych w górach. Peru posiada 55 dorzeczy, z czego 53 znajdują się między Pacyfikiem a Andami. Dwa pozostałe to dorzecze Amazonki oraz endoreiczne jezioro Titicaca.

## Najdłuższe rzeki
Lista 10 najdłuższych rzek w Peru. Długość rzek dotyczy tylko terytorium Peru
|     | Rzeka    | Długość (km) | Ujście           | Zdjęcie |
| --- | -------- | ------------ | ---------------- | ------- |
| 1.  | Juruá    | 3,100        | Amazonka         |         |
| 2.  | Ukajali  | 1,771        | Amazonka         |         |
| 3.  | Marañón  | 1,414        | Amazonka         |         |
| 4.  | Putumayo | 1,380        | Amazonka         |         |
| 5.  | Yavarí   | 1,184        | Amazonka         |         |
| 6.  | Huallaga | 1,138        | Marañón          |         |
| 7.  | Urubamba | 862          | Ukajali          |         |
| 8.  | Mantaro  | 724          | Apurímac         |         |
| 9.  | Amazonka | 713          | Ocean Atlantycki |         |
| 10. | Apurímac | 690          | Ukajali          |         |

## Rzeki uchodzące do Oceanu Spokojnego
Z zachodniej strony Andów do Oceanu Spokojnego spływają 53 rzeki. Ich łączna zlewnia wynosi 279 689 km², czyli 21,7% terytorium całego państwa.
| Rzeka            | Długość (km) | Zlewnia (km²) | Region Peru                                   |
| ---------------- | ------------ | ------------- | --------------------------------------------- |
| Río Zarumilla    | -            | -             | Region Tumbes                                 |
| Río Tumbes       | 210          | 5 400         | Region Tumbes                                 |
| Río Chira        | 300          | 19 905        | Region Piura                                  |
| Río Piura        | 280          | 12 216        | Region Piura                                  |
| Río Cascajal     | -            | -             | Region Piura, Region Lambayeque               |
| Río Olmos        | -            | -             | Region Lambayeque                             |
| Río Motupe       | -            | -             | Region Lambayeque                             |
| Río La Leche     | -            | -             | Region Lambayeque                             |
| Río Chancay      | 170          | 2 402         | Region Lambayeque                             |
| Río Zaña         | -            | -             | Region Lambayeque                             |
| Río Chamán       | -            | 1 569         | Region La Libertad                            |
| Río Jequetepeque | -            | 4 372         | Region La Libertad                            |
| Río Chicama      | -            | -             | Region La Libertad                            |
| Río Moche        | 102          | 2 708         | Region La Libertad                            |
| Río Viru         | 89           | 2 805         | Region La Libertad                            |
| Río Chao         | -            | 1 558         | Region La Libertad                            |
| Río Santa        | 347          | 14 954        | Region La Libertad                            |
| Río Lacramarca   | -            | -             | Region Ancash                                 |
| Río Nepeña       | -            | -             | Region Ancash                                 |
| Río Casma        | -            | -             | Region Ancash                                 |
| Río Culebras     | -            | -             | Region Ancash                                 |
| Río Huarmey      | -            | -             | Region Ancash                                 |
| Río Fortaleza    | -            | -             | Region Lima                                   |
| Río Pativilca    | -            | -             | Region Lima                                   |
| Río Supe         | -            | -             | Region Lima                                   |
| Río Huaura       | -            | -             | Region Lima                                   |
| Río Chancay      | 120          | 3 200         | Region Lima                                   |
| Río Chillón      | -            | -             | Region Lima                                   |
| Río Rímac        | 160          | 3 700         | Region Lima                                   |
| Río Lurin        | -            | -             | Region Lima                                   |
| Río Chilca       | -            | -             | Region Lima                                   |
| Río Mala         | 150          | -             | Region Lima                                   |
| Río Omas         | -            | -             | Region Lima                                   |
| Río Cañete       | 220          | 6 192         | Region Lima                                   |
| Río Topara       | -            | -             | Region Lima, Region Ica                       |
| Río San Juan     | -            | -             | Region Ica                                    |
| Río Pisco        | 170          | 4 500         | Region Ica                                    |
| Río Ica          | 220          | 7 711         | Region Ica                                    |
| Río Grande       | -            | -             | Region Ica                                    |
| Río Acari        | -            | -             | Region Arequipa                               |
| Río Yauca        | -            | -             | Region Arequipa                               |
| Río Indio Muerto | -            | -             | Region Arequipa                               |
| Río Chaparra     | -            | -             | Region Arequipa                               |
| Río Atico        | -            | -             | Region Arequipa                               |
| Río Colca        | -            | -             | Region Arequipa                               |
| Río Caraveli     | -            | -             | Region Arequipa                               |
| Río Ocoña        | -            | -             | Region Arequipa                               |
| Río Camaná       | 388          | -             | Region Arequipa                               |
| Río Quilca       | 87           | -             | Region Arequipa                               |
| Río Tambo        | 159          | -             | Region Puno, Region Arequipa, Region Moquegua |
| Río Osmore       | -            | 3 840         | Region Moquegua                               |
| Río Locumba      | -            | -             | Region Tacna                                  |
| Río Sama         | -            | -             | Region Tacna                                  |
| Río Caplina      | 100          | -             | Region Tacna                                  |

## Rzeki uchodzące do Amazonki
Największa zlewnia, a zarazem najdłuższe rzeki Peru. Wszystkie uchodzą do Amazonki, a później do Oceanu Atlantyckiego. Powierzchnia zlewni wynosi 956 751 km², czyli 74,1% terytorium całego państwa.
| Rzeka             | Długość (km) | Zlewnia (km²) | Region Peru    |
| ----------------- | ------------ | ------------- | -------------- |
| Río Ukajali       | 1 771        | -             | Region Ukajali |
| Río Marañón       | 1 414        | -             | -              |
| Río Putumayo      | 1 380        | -             | -              |
| Río Javarí        | 1 184        | -             | -              |
| Río Huallaga      | 1 138        | -             | Region Huánuco |
| Río Urubamba      | 862          | -             | -              |
| Río Mantaro       | 724          | -             | Region Junín   |
| Amazonka          | 713          | -             | -              |
| Río Apurímac      | 690          | -             | -              |
| Río Napo          | 667          | -             | -              |
| Río Madre de Dios | 655          | -             | -              |
| Río Tacuatimanu   | 621          | -             | -              |
| Río Tigre         | 598          | -             | -              |
| Purus             | 483          | -             | -              |
| Río Corriente     | 448          | -             | -              |
| Río Tapiche       | 448          | -             | -              |
| Río Inambari      | 437          | -             | -              |
| Río Curaray       | 414          | -             | -              |
| Río Morona        | 402          | -             | -              |
| Río Tambopata     | 402          | -             | -              |
| Río Heath         | 217          | -             | -              |
| Río Paucartambo   | -            | -             | -              |
| Río Mishagua      | -            | -             | -              |
| Río Velille       | -            | -             | -              |
| Río Santo Tomás   | -            | -             | -              |
| Río Oropeza       | -            | -             | -              |
| Río Pachachaca    | -            | -             | -              |
| Río Yucay         | -            | -             | -              |
| Río Chanchamayo   | -            | -             | -              |
| Río Satipo        | -            | -             | -              |
| Río Tamaya        | -            | -             | -              |
| Río Chessea       | -            | -             | -              |
| Río Palcazú       | -            | -             | -              |
| Río Pozuzo        | -            | -             | -              |
| Río Pichis        | -            | -             | -              |
| Río Pachitea      | -            | -             | -              |
| Río Aguaytía      | -            | -             | -              |
| Río Pisqui        | -            | -             | -              |
| Río Cushabatay    | -            | -             | -              |
| Río Biabo         | -            | -             | -              |
| Río Huayabamba    | -            | -             | -              |
| Río Sisa          | -            | -             | -              |
| Río Mayo          | -            | -             | -              |
| Río Nieva         | -            | -             | -              |
| Río Imaza         | -            | -             | -              |
| Río Utcubamba     | -            | -             | -              |
| Río Cenepa        | -            | -             | -              |
| Río Chinchipe     | -            | -             | -              |
| Río Chotano       | -            | -             | -              |
| Río Llaucano      | -            | -             | -              |
| Río Crisnejas     | -            | -             | -              |
| Río Cajamarca     | -            | -             | -              |
| Río Condebamba    | -            | -             | -              |

## Rzeki uchodzące do jezioraTiticaca
Trzecia co do wielkości zlewnia Peru. Jej powierzchnia wynosi 48 775 km², czyli 3,8% terytorium całego państwa.
| Rzeka           | Długość (km) | Zlewnia (km²) | Region Peru |
| --------------- | ------------ | ------------- | ----------- |
| Río Suches      | -            | -             | Region Puno |
| Río Huancané    | -            | -             | -           |
| Río Ramis       | -            | -             | Region Puno |
| Río Coata       | -            | -             | Region Puno |
| Río Ilave       | -            | -             | Region Puno |
| Río Desaguadero | -            | -             | Region Puno |